# Corynactis australis
Corynactis australis är en korallart som beskrevs av Alfred Cort Haddon och Brian I. Duerden 1896. Corynactis australis ingår i släktet Corynactis och familjen Corallimorphidae. Inga underarter finns listade i Catalogue of Life.